# بالاخنا
شهر بالاخنا (به روسی: Балахна) در کشور روسیه و در اوبلاست نیژنی نووگورود واقع شده‌است.